# M23
3월 23일 운동(프랑스어: Mouvement du 23 mars), 흔히 M23으로 약칭되며 콩고 혁명군(Armée révolutionnaire du Congo)으로도 알려진 이 단체는 르완다가 지원하는 콩고의 반군 준군사조직이다. 콩고 민주 공화국 동부 지역에 기반을 두고 있으며, 주로 우간다와 르완다에 접경한 북키부주에서 활동한다. M23은 콩고 민주 공화국 동부 반군 연합체인 콩고강 동맹의 일원이다.
M23은 2012년 르완다가 지원하고 주로 르완다계 콩고인 전투원들로 구성된 반군 단체 인민방위국민회의 (CNDP)의 전직 구성원들에 의해 설립되었다. 이 전투원들은 이전에 2009년 평화 협정 조건에 따라 콩고 민주 공화국군 (FARDC)에 통합되었는데, 이 협정은 또한 CNDP를 정당으로 전환하고, 난민 재통합, 정부 직책에 CNDP 인력 통합을 요구했다. 그러나 과거 인권 침해로 비난받은 CNDP 지도부에 대한 지역 반발로 인해 협정의 전면적인 이행이 방해받았다. 2012년 5월 6일, 이들 전직 CNDP 전투원들 중 일부가 반란을 일으켜 M23을 결성했으며, 정부의 평화 협정 미준수를 명분으로 들었다. 이 단체는 첫 번째 반란 기간 동안 콩고 정부에 대한 공격을 감행하여 많은 사람들의 강제 이주를 초래했다. 2012년 11월 20일, M23은 백만 명의 인구를 가진 북키부주의 주도 고마를 장악했지만, 콩고 정부가 마침내 반군과의 협상에 동의했기 때문에 대호수 지역 국제 회의 (ICGLR)에 의해 도시에서 철수하도록 설득되었다. 2012년 후반, 유엔 평화유지군과 함께 콩고군은 고마를 탈환했으며, M23은 휴전을 발표하고 평화 협상 재개를 원한다고 밝혔다.
유엔 보고서는 르완다가 2012년 작전 동안 M23 반군 그룹을 만들고 지휘했다고 밝혔다 (2024년, M23이 다시 등장했을 때, 또 다른 유엔 보고서는 르완다 군대의 직접적인 지원을 발견했다). 르완다는 국제적인 압력과 2013년 콩고군 및 유엔 평화유지군에 의한 군사적 패배로 인해 지원을 중단했다.
2017년, M23 잔존 세력은 콩고에서 반란을 재개했지만, 주로 소규모 반란이었다. 그러나 M23은 2022년에 재편성되어 후속 공세를 시작했고, 결국 반군이 콩고 국경 도시인 부나가나를 점령하게 되었다. 2022년 11월, M23 반군은 고마 시 근처까지 접근하여 콩고군이 키붐바 마을 근처에서 철수하자 약 180,000명의 사람들이 집을 떠나도록 강요했다. 2023년 6월, 휴먼 라이츠 워치는 콩고에서 M23 반군에 의한 불법 살인, 강간 및 기타 전쟁범죄를 포함한 인권 침해를 보고했다. 르완다의 지원에 대한 혐의는 전쟁범죄에 대한 우려를 불러일으키고 이 지역의 인도적 상황을 악화시켰다. 유엔 안전 보장 이사회는 M23 지도자와 관련 르완다 관리들에 대한 제재를 촉구했다. 2025년 1월 현재, 이 단체는 부나가나, 키완자, 키트샹가, 루바야, 루추루, 그리고 도시 고마를 포함한 북키부 동부의 여러 주요 마을을 점령하고 있다.